# 阿部重典のOH!ワンダフル
『阿部重典のOH!ワンダフル』（あべしげのりのオーワンダフル）は、2001年4月2日から2002年3月28日まで茨城放送（現在のLuckyFM茨城放送）で放送していたワイド番組である。
月曜 - 水曜の帯で放送していた『阿部重典の元気マーケット』のリニューアル版で、本番組ではさらに木曜の放送も追加して週4日の帯番組となった。番組タイトルは、01年スタートという事で「オーワン」から思いついたという。

## 放送時間
- 月曜 - 木曜 9:00 - 11:50

## 出演者
- 阿部重典（茨城放送アナウンサー）
- 斉藤さおり（当時茨城放送アナウンサー） - 2001年12月第1週まで出演。
- 高信佳子（茨城放送プロモーション） - 2001年12月第2週から出演。

## コーナー
○印のあるコーナーは、『たかとりじゅんのビタミンJ!』でも行われていたコーナー。
- オープニング・リクエスト[1]
- マガジン・チェック[1]
- 今朝のチェックイン[1]
- 私のワンダフル・ニュース（月曜）[1]
- OH!ワンダフル・ニュース（火曜）[1]
- アベジンの魔法のランプ・フラッシュ（水曜）[1]
- 阿部重典の「いばらき味漫遊記・どこでも一番搾り」[1]
- 今日のお元気さん○
- クイズ変幻自在
- ぼくの作文わたしの作文○
- JAさわやかモーニング○
- 田中弁護士の法律ワンポイント（火曜 - 水曜）
- ちょっとした幸せ（月曜 - 水曜）
- シビックホットポイント（木曜）○
- Oh![要検証 – ノート]ワンダフル町内会（火曜）